# Stereocaulon vesuvianum
Espèce
Stereocaulon vesuvianum est une espèce de lichen.